# Cuarto Segunda
Cuarto Segunda és un grup de música format per sis components estables, provinent de Lleida i El Vallès. El grup fa una música d'estil barrejat: hip-hop, rap, funk, rock, electrònica i reggae. Les lletres són reivindicatives els idiomes de les quals en són l'anglès, el francès, el castellà i el català.
El nom del grup fa referència a l'alçada i la porta de l'habitatge que compartien alguns membres del grup quan estudiaven a Barcelona a partir de l'agost de 2014. En aquells moments alguns dels estudiants tocaven i componien per separat, fins que van decidir fer-ho junts formant un grup.
Els components més estables són Israel Kossonou (veu), Aksel Germes (veu), Eduard Callejón (guitarra i veus), Killian Aubà (baix, guitarra i veus), Jan Santaló (bateria, teclats i veus), Elane (veus) i intervencions sovintejades amb Martina Puigdomènech (guitarra rítmica) i Montse Serós (veus).
Durant 2018 actuaren en La Boite (Lleida), L'Ametlla del Vallès, FM Les Franqueses, Sala Nau b1, Soda Acústic de Gràcia, Telecogresca. En 2019 hi ha notícia de concerts que van oferir, sols o acompanyats, en La Boite, Hospisona, Platja del Masnou, Musik N'Viu (Granollers), Acampada Jove (Montblanc), Saligarda (La Garriga). Han participat en Hospisona i Sona9, concurs que té previst un concert en tres de setembre de 2020 on hi participarà el grup. Les influències que declaren són: Aspencat, Naaman, Zoo, Lágrimas de Sangre, KaseO, Auxili, Adala, The Cat Empire, La Gossa Sorda o La Raíz. El 2017 van gravar el primer EP, Origen, i des de llavors han publicat senzills per donar continuïtat al projecte.

## Discografia
- Origen (2017)